# Danielle Panabaker
Danielle Nicole Panabaker, ameriška filmska, gledališka ter televizijska igralka, * 19. september 1987, Augusta, Georgia, Združene države Amerike.

## Zgodnje življenje in začetki kariere
Danielle Nicole Panabaker se je rodila 19. septembra 1987 v Augusti, Georgia, Združene države Amerike, kot hči Donne in Harolda Panabakerja. Ima mlajšo sestro po imenu Kay, ki je tudi igralka. Da bi rada postala igralka, je odkrila na poletnem taboru, kjer je sodelovala pri raznih igrah in podobno, tako se je pri dvanajstih prvič pojavila na odru, v gledališču, kasneje pa začne hoditi na avdicije za razne reklame. Ko se je skupaj z družino preselila in Auguste v Naperville, Illinois, se je začela šolati na šoli Crone Middle School in kasneje na šoli Valley High School v Napervillu, kjer je bila tudi govornica. Šolanje je dokončala v starosti štirinajst let. Kasneje se je Danielle Panabaker odločila, da si želi ustvariti igralsko kariero in se tako preselila v Los Angeles, Kalifornija. Leta 2006 se je pričela šolati na Univerzi Kalifornije, Los Angeles, kjer je šolanje dokončala junija 2007.

## Kariera
Danielle Panabaker je s svojo igralsko kariero začela v starosti dvanajst let, ko je igrala v raznih gledaliških igrih in začela s snemanjem reklam. Njena prva televizijska vloga je prišla na vrsto s televizijsko serijo Varuh (za katero je dobila nagrado Young Artist Award), temu pa so sledili nastopi v televizijskih serijah, kot so Glavca, Zakon in red: enota za posebne primere, Jasnovidka in Življenje na plaži ter Disney film Zvezdnik v mestecu. Pojavila se je tudi v televizijskem filmu v produkciji podjetja Lifetime Television, Ženska vzgoja (v nadaljevanju filma, Življenjska zgodba: Še malo ženske vzgoje, Danielle Panabaker ni igrala in nadomestila jo je igralka Chelsea Hobbs), kasneje pa je poleg Jane Krakowski igrala še v filmu Mama pri šestnajstih, kjer je dobila glavno vlogo. Dobila je tudi vlogo v miniseriji Empire Falls. Medtem je v gledališču odigrala več različnih vlog, večinoma v muzikalih, kot so West Side Story, Pippin, Once Upon A Time, in Beauty Lou and the Country Beast. Leta 2005 se je pojavila v filmih, kot so Sky High: Šola za junake in Moji, tvoji, najini. Njena naslednja velika vloga je bila vloga v filmu Home of the Giants poleg Ryana Merrimana in Haleyja Joela Osmenta. Imela je tudi stransko vlogo v filmu Gospod Brooks ob Kevinu Costnerju in Demi Moore. V Disney filmu z naslovom Read It and Weep je igrala »Is«, nadomestno verzijo Jamie, ki jo je igrala njena sestra, Kay Panabaker. Kot Julie Stark, hči glavnega lika, se je pojavila v CBS-jevi televizijski drami Shark. V seriji se je redno pojavljala kar dve leti. Danielle Panabaker je imela glavno vlogo, vlogo Jenne v filmu Petek 13., poleg igralca Jareda Padaleckija.
Njene prihajajoče vloge bodo vloga Jennifer Tilly v filmu Renaissance Girl, vloga Becce v filmu The Crazies in vloga Sarah v filmu The Ward, v vseh pa jo bomo lahko videli še letos (2010).

## Zasebno življenje
Danielle Panabaker se je šolala na kolidžu Glendale Community College, kjer je študirala igranje.
Doma ima jorkširskega terierja po imenu Peanut.
Za svoje vzornike je označila igralce Julio Roberts, Nicole Kidman, Paula Newmana, Rachel McAdams, Susan Sarandon, Natalie Portman, Ryana Goslinga, Jeno Malone, Eda Harrisa, Williama Fichtnerja, Hugha Granta in Diane Lane, je pa tudi zelo dobra prijateljica z igralcema Zacom Efronom in Brendo Song.

## Filmografija

### Filmi
| Leto | Naslov                      | Vloga           | Opombe                          |
| ---- | --------------------------- | --------------- | ------------------------------- |
| 2003 | No Place Like Home          |                 |                                 |
| 2003 | Ženska vzgoja               | Sara Gradwell   | televizijski film               |
| 2004 | Stuck in the Suburbs        | Brittany Aarons | glavna vloga, televizijski film |
| 2004 | Searching for David's Heart | Darcy Deeton    | glavna vloga, televizijski film |
| 2005 | Mama pri šestnajstih        | Jacey Jeffries  | glavna vloga, televizijski film |
| 2005 | Empire Falls                | Tick Roby       |                                 |
| 2005 | Sky High: Šola za junake    | Layla Williams  | glavna vloga                    |
| 2005 | Rule Number One             | Grace Jones     |                                 |
| 2005 | Tvoji, moji, najini         | Phoebe North    | stranska vloga                  |
| 2006 | Read It and Weep            | »Is«            | televizijski film               |
| 2007 | Gospod Brooks               | Jane Brooks     |                                 |
| 2008 | Home of the Giants          | Bridgette       |                                 |
| 2009 | Petek 13.                   | Jenna           | Glavna vloga                    |
| 2009 | Weakness                    | Danielle        | pre-produkcija                  |
| 2010 | Renaissance Girl            | Kimber          | pre-produkcija                  |
| 2010 | The Crazies                 | Becca           | post-produkcija                 |
| 2010 | The Ward                    | Sarah           | post-produkcija                 |

### Televizija
| Leto      | Naslov                                 | Vloga                                                                                         | Opombe                                         |
| --------- | -------------------------------------- | --------------------------------------------------------------------------------------------- | ---------------------------------------------- |
| 2002      | Family Affair                          | Parker LeeAnn Aldays                                                                          | Gost; epizoda »Ballroom Blitz«                 |
| 2003      | The Bernie Mac Show                    | Chelsea                                                                                       | Gost; epizoda »Raging Election«                |
| 2003      | Glavca                                 | Kathy McCulskey                                                                               | Gost; epizoda »Reese's Party«                  |
| 2003      | Varuh                                  | Samantha Gray                                                                                 | Gost; epizoda »The Father-Daughter Dance«      |
| 2004      | The Division                           | Melissa Ringston                                                                              | Gost; epizoda "As I Was Going to St. Ives... " |
| 2005      | Zakon in red: enota za posebne primere | Carrie Lynn Eldridge                                                                          | Gost; epizoda »Intoxicated«                    |
| 2005      | Življenje na plaži                     | Faith                                                                                         |                                                |
| 2006–2008 | Shark                                  | Julie Stark                                                                                   |                                                |
| 2008      | Eli Stone                              | Genny Clarke                                                                                  | Gost; epizoda »Owner of a Lonely Heart«        |
| 2009      | Talenti v belem                        | Kelsey                                                                                        | Gost; epizoda »Holidaze«                       |
| 2010      | Jasnovidka                             | Summer Lowry                                                                                  | Gost; epizoda »Psych«                          |
| 2014      | "The Flash"                            | Caitlin Snow, biokemistka, Killer Frost (Zemlja-1)/Killer Frost, ledena metaženska (Zemlja-2) | Sezona 1,2,3,4,5                               |

## Nagrade in nominacije
- 2004 - Young Artist Award za Varuh - dobila
- 2005 - Young Artist Award za Searching for David's Heart - dobila
- 2006 - Young Artist Award za Tvoji, moji, najini (skupaj z Drakeom Bellom, Deanom Collinsom, Mirando Cosgrove, Jennifer Habib, Jessico Habib, Mikijem Ishikawa, Little JJ-jem, Tylerjem Patrickom Jonesom, Breckenom Palmerjem, Andrewom Vojem, Bridgerjem Palmerjem, Tyjem Panitzom, Sladeom Pearceom, Haley Ramm in Nicholasom Rogetom-Kingom) - nominirana